# Charitopes minor
Charitopes minor är en stekelart som beskrevs av Henry Keith Townes, Jr. 1983. Charitopes minor ingår i släktet Charitopes och familjen brokparasitsteklar. Inga underarter finns listade i Catalogue of Life.